# 弗雷登貝里鎮區 (明尼蘇達州聖路易斯縣)
弗雷登貝里鎮區（英語：Fredenberg Township）是位於美國明尼蘇達州聖路易斯縣的一個行政鎮區。

## 地方資料
弗雷登貝里鎮區的面積為92.93平方千米，當中陸地面積為66.19平方千米，而水域面積為26.74平方千米。根據2020年美國人口普查的數據，當地共有人口1431人，而人口密度為每平方千米15.4人。